# Rebecca & Fiona
Rebecca Scheja et Fiona Fitzpatrick, plus connues sous le nom de Rebecca & Fiona, forment un duo suédois de musique électronique.

## Biographie
Rebecca et Fiona sont originaires de Stockholm, en Suède. Elles ont des intérêts très différents en dehors de la musique. Rebecca Scheja, née en 1989, est actrice et joue dans des films et courts métrages suédois depuis l'âge de huit ans. Elle apparaît notamment dans le film Den bästa sommaren (en), sorti en 2000. Fiona Fitzpatrick, née en 1986, est une adepte de sport extrême, en particulier d'escalade. 
Elles se sont rencontrées durant une soirée de musique électropop en 2007. En deux ans, le duo intègre le cercle des DJs les plus populaires de Suède. Leur premier single, Luminary Ones, sort en 2010 et est frequemment diffusé par la station de radio publique Sveriges Radio P3. Sveriges Television tourne un documentaire à leur sujet, diffusé sur SVT Play. Par la suite, leur collaboration avec le DJ Kaskade les révèle au public américain.
En 2011, elles sortent leur premier album I Love You, Man ! sur le label Ultra Records. Lors de la cérémonie des Grammis 2011, organisée en février 2012, le duo l'emporte dans la catégorie « electro / danse » (Året elektro/dans).
En 2012, elles se produisent dans le cadre du festival de musique électronique Tomorrowland, en Belgique, aux côtés notamment des sœurs Nervo. Durant l'été elles effectuent une tournée de 26 dates aux États-Unis.

## Vie privée
Le père de Rebecca, Staffan Scheja (sv), est pianiste classique et professeur à l'École royale supérieure de musique de Stockholm,. Fiona est la fille de Greg FitzPatrick (sv), musicien synthpop américano-suédois,.
Rebecca Scheja est en couple avec le DJ suédois Adrian Lux depuis 2010.

## Discographie

### Album
- 2011 : I Love You, Man! (Ultra Records)
- 29 april 2014: Beauty Is Pain[6]

### Singles
- 2010: "Luminary Ones"
- 2011: "Bullets"
- 2011: "If She Was Away" / "Hard"
- 2011: "Jane Doe"
- 2012: "Turn It Down" (with Kaskade)
- 2012: "Dance"
- 2012: "Giliap"
- 2013: "Taken Over"
- 2013: "Union"[7]
- 2013: "Hot Shots"[8]
- 2014: "Candy Love"[6]
- 2014: "Holler"[6]
- 2014: "Cold Heart"
- 2014: "Stockholm"

#### Collaborations
- 2010: Basutbudet feat. Rebecca & Fiona – "Låna Pengar"
- 2011: Adrian Lux feat. Rebecca & Fiona – "Boy"
- 2011: Kaskade with Rebecca & Fiona – "Turn It Down"
- 2012: The Royal Concept – "World On Fire" [Vídeo: https://www.youtube.com/watch?v=rrzMrvHM-Vc]
- 2012: Morten Breum – "Larva (Far Away)"